# Forschungsreaktor Neuherberg
Der Forschungsreaktor Neuherberg (FRN) war ein Kernreaktor, der von 1972 bis 1982 an der Gesellschaft für Strahlenforschung (GSF, heute Helmholtz Zentrum München) in Oberschleißheim bei München zu Forschungszwecken als Neutronenquelle betrieben wurde.

## Geschichte
Baubeginn für den Forschungsreaktor war der 1. Januar 1969. Der Schwimmbadreaktor erreichte seine erste Kritikalität am 23. August 1972. Nach zehnjährigem Betrieb wurde er am 16. Dezember 1982 abgeschaltet. Die Brennelemente wurden daraufhin zur Endlagerung in die USA abtransportiert. Am 30. Mai 1983 wurde vom Bayerischen Landesamt für Umwelt die Genehmigung zur Stilllegung erteilt. Ein Jahr später, am 24. Mai 1984, wurde die Reaktoranlage in den sicheren Einschluss überführt.

## Reaktor
Es handelte sich um einen Schwimmbadreaktor vom Typ TRIGA-Mark III der US-amerikanischen Firma General Atomics. Der Reaktor hatte eine thermische Leistung von 1 MW im Dauerbetrieb, der thermische Neutronenfluss lag bei 3 × 1013 n/cm2 s. Im Pulsbetrieb konnte der Reaktor kurzzeitig (bis zu 10 ms) bis zu 2.000 MW Leistung erreichen. Als Kernbrennstoff wurde zu knapp 20 Prozent angereichertes Uran verwendet. Der Reaktor wurde mit leichtem Wasser gekühlt, zur Bündelung der Neutronen wurden Graphit-Reflektoren verwendet.